# Moussa Camara (Leichtathlet)
Moussa Camara (arabisch موسى كامارا; * 12. Februar 1988 in Bamako) ist ein ehemaliger malischer Sprinter.

## Sport
Camara nahm an den Olympischen Sommerspielen 2012 in London teil. Im Wettlauf über 800 Meter schied er in den Vorläufen aus. Aufgrund des Putsches in Mali 2012 musste er in dieser Zeit in Kenia trainieren.